# Містичне заручення святої Катерини (Веронезе)
«Містичне заручення святої Катерини» (італ. Matrimonio mistico di santa Caterina d'Alessandria) — картина італійського живописця Паоло Веронезе (1528–1588), представника венеційської школи. Створена близько 1575 року. Зберігається в колекції Галереї Академії у Венеції.

## Історія
Картина була написана для головного вівтаря церкви св. Катерини у Венеції. З 1918 року у колекції Галереї Академії у Венеції.
Входила до числа творів художника, які найбільше захоплювали сучасників, починаючи зі скульптора Якопо Сансовіно, і набули широкої популярності завдяки гравюрі Агостіно Карраччі 1582 року. Про це свідчать також вірші Марко Боскіні, автора книги «Багаті скарби венеційського живопису», хвалебної поеми, надрукованої у 1660 році. 
Під час реставраційних робіт, проведених у 1980-х роках, було відкрито чудовий хроматизм, який так вихваляли у різних джерелах, але прихований позолоченим шаром під час попередньої реставрації наприкінці XIX століття.

## Опис

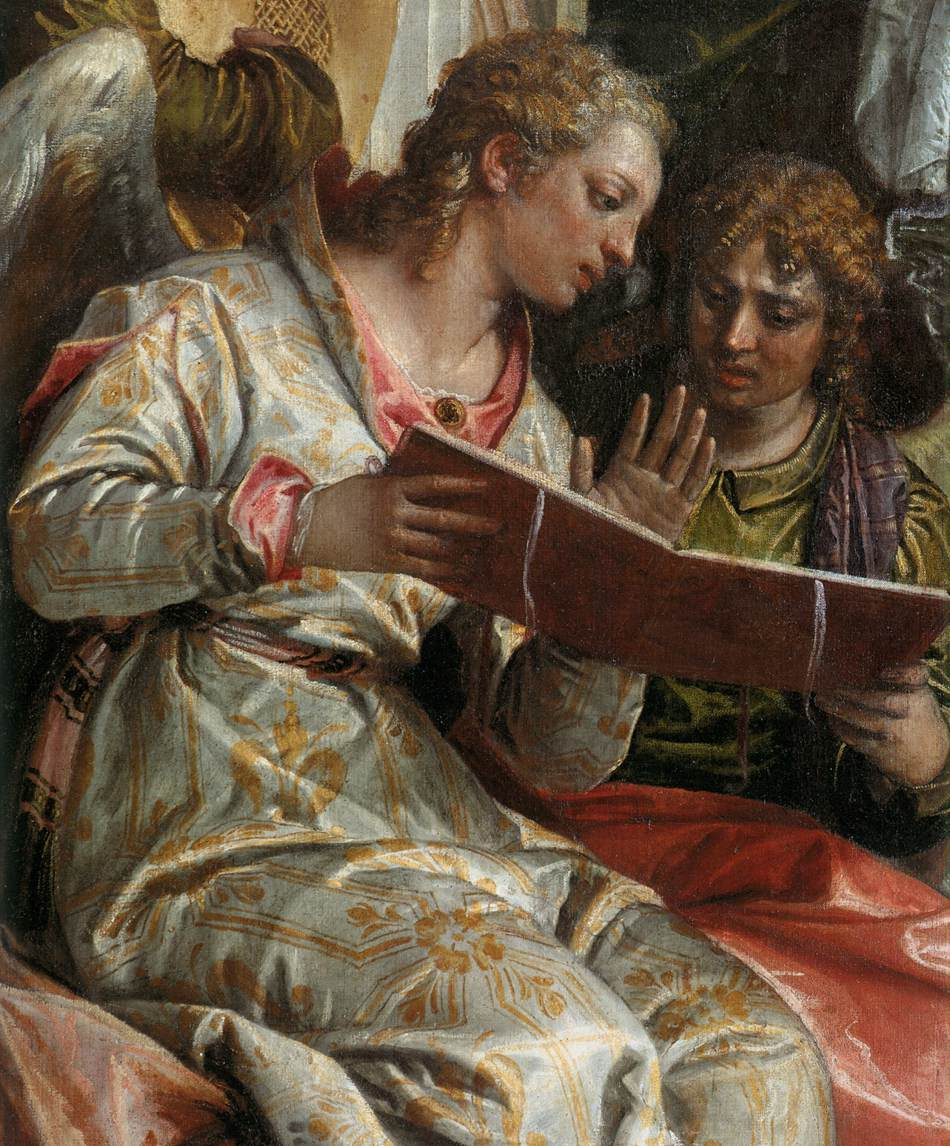
Деталь

Картина — один з найцілісніших творів Веронезе, де гармонійно поєднані всі характерні елементи його стилю. На полотні зображений сюжет містичного заручення святої Катерини. Художник перетворив священний епізод у пишне святкування XVI століття, де свята Катерина у супроводі знатної свити і групи янголів, які музикують, приймає образ аристократки і зображена не стільки в релігійному оточенні, скільки у типово венеційському антуражі. Схильність художника до багатства кольору, з яскравими світловими відблисками, приводить до урочистостої розкоші, вельми далекої від стриманості релігійного живопису, покликаного викликати смиренні почуття, як цього вимагали приписання Контрреформації. 
За своєю побудовою є однією з найвдаліших варіацій вівтаря Пезаро (1519–1526) Тіціана з церкви Санта-Марія-Глоріоза-дей-Фрарі у Венеції: таж сама діагональна, асиметрична композиція завдяки сходам, що ведуть до трону Богоматері у лівій частині картини. Пара коринфських колон, немов стовпи віри, підтримують склепіння храму по боках трону. Яскравість і насиченість колориту Веронезе досягає тут своєї вершини, багаті червоні, сині, жовті і золоті фарби ніби світяться зсередини.